# Hospitotheres
Hospitotheres is een geslacht van kreeftachtigen uit de klasse van de Malacostraca (hogere kreeftachtigen).

## Soort
- Hospitotheres powelli Manning, 1993